# Lucius Cestius Gallus Cerrinius Iustus Lutatius Natalis
Lucius Cestius Gallus Cerrinius Iustus Lutatius Natalis war ein im 2. Jahrhundert n. Chr. lebender römischer Politiker. Durch eine Inschrift, die in Volturnum gefunden wurde, sind einzelne Stationen seiner Laufbahn bekannt.
Gallus war zunächst IIIIvir viarum curandarum; dies war eines der Ämter innerhalb des Vigintivirats. Danach leistete er seinen Militärdienst als Tribunus laticlavius in der Legio VIII Augusta, die ihr Hauptlager in Argentorate in der Provinz Germania superior hatte. Im Anschluss war er Quaestor urbanus, Ab actis senatus, Aedilis curulis und Praetor.
Nach der Praetur wurde Gallus Kommandeur (Legatus Auggustorum) der Legio XX Valeria Victrix, die in der Provinz Britannia stationiert war. Im Anschluss war er für ein Jahr Statthalter (Proconsul) in der Provinz Narbonensis. Danach kehrte er nach Rom zurück, um für drei Jahre als Präfekt die Verwaltung des Aerarium Saturni zu übernehmen. In seinem dritten Jahr als Präfekt oder wenig später wurde er in Rom als consul designatus für einen Suffektkonsulat vorgesehen.
Zu einem unbestimmten Zeitpunkt war Gallus Patron in Volturnum. Die Inschrift wurde ihm zu Ehren nach seinem Tod vom Stadtrat (Decuriones) der Gemeinde errichtet. Er war vermutlich ein naher Verwandter von L. Cestius L. f. Pomptina Gallus Varenianus Lutatius Natalis Aemilianus.